# Rodrigo Santoro
Rodrigo Santoro, född 22 januari 1975 i Petrópolis, är en brasiliansk skådespelare mest känd utanför Brasilien för sin roll i 300 som kung Xerxes I, kung av Persien och fiende till Sparta.

## Filmografi (i urval)
- 2003 – Love Actually
- 2006 – Scarface: The World is Yours (spel)
- 2006-2007 - Lost
- 2007 – 300
- 2008 – Redbelt
- 2008 – Leonera
- 2008 – Che - Argentinaren
- 2008 – Che - Gerillaledaren
- 2009 – I Love You Phillip Morris
- 2009 – Det perfekta livet
- 2010 – There Be Dragons
- 2010 – Talking with Dog
- 2011 – Rio (röst)
- 2012 – What to Expect
- 2013 – The Last Stand
- 2013 – Uma história de amor e fúria
- 2014 – 300: Rise of an Empire
- 2014 – Rio 2 (röst)
- 2015 – Focus
- 2016 – Ben-Hur